# Paraulopus filamentosus
Espèce
Statut de conservation UICN

 LC 15 août 2019 : Préoccupation mineure
Paraulopus filamentosus est une espèce de poissons marins téléostéens de la famille des Paraulopidae.

## Systématique
L'espèce Paraulopus filamentosus a été décrite pour la première fois en 1981 par l'ichtyologue japonais Osamu Okamura (d), sous le protonyme Chlorophthalmus filamentosus.
Le nom valide complet (avec auteur) de ce taxon est Paraulopus filamentosus (Okamura, 1982).

### Synonymie
Selon Catalogue of Life (17 octobre 2024) et World Register of Marine Species (17 octobre 2024) :
- Chlorophthalmus filamentosus Okamura, 1982

## Description
Paraulopus filamentosus possède un corps allongé qui varie entre 6,04 et 12,5 cm, et dont l'holotype mesure 9,5 cm.

## Répartition
Cette espèce se croise dans l'océan Pacifique, au large de l'Indonésie, à des profondeurs variant de 270 à 450 m.

## Étymologie
Son épithète spécifique, filamentosus du latin « fǐlāmentum », assemblage de fils, fait référence à l'aspect des rayons de la nageoire dorsale qui semblent se prolonger en fils.